# Gare centrale de Heidelberg
La gare centrale de Heidelberg (en allemand : Heidelberg Hauptbahnhof) est une gare ferroviaire allemande, située au centre de la ville de Heidelberg dans le Land de Bade-Wurtemberg.

## Situation ferroviaire
La gare est située au point kilométrique (PK) 17,5 de la ligne de Mannheim à Bâle (Rheintalbahn) entre les gares de Heidelberg-Pfaffengrund/Wieblingen et de Heidelberg-Kirchheim/Rohrbach.
Elle est à l'extrémité de la ligne de Francfort à Heidelberg (Ligne Main-Neckar), la gare de Mannheim-Friedrichsfeld la précédant.
Elle est l'origine de la ligne de Heidelberg à Bad Friedrichshall-Jagstfeld (Ligne de la vallée du Neckar - Neckartalbahn), la gare suivante étant Heidelberg-Weststadt / Südstadt.

## Histoire

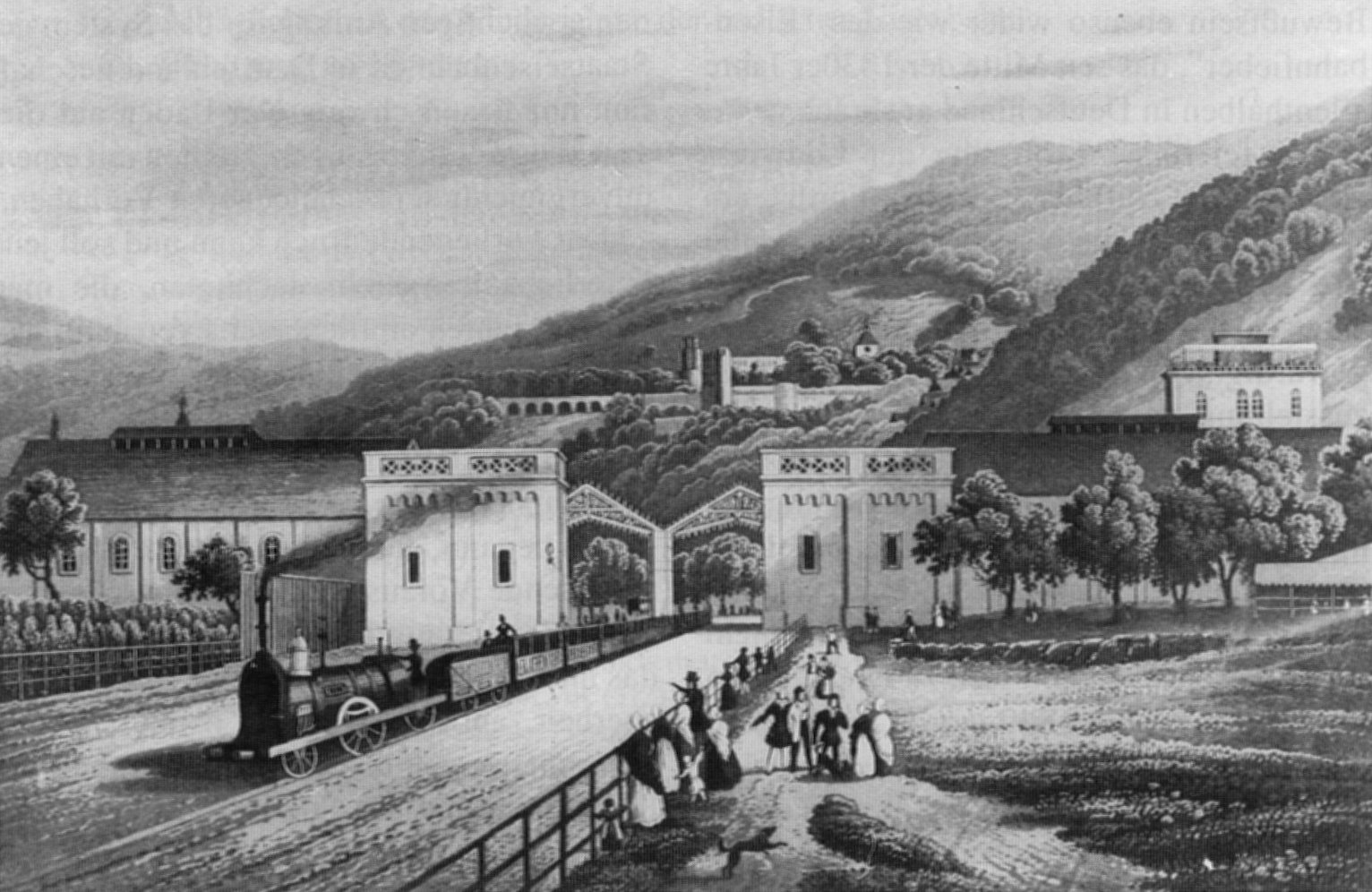
La vieille gare en 1840

Le 12 septembre 1840 a eu lieu l'ouverture du premier tronçon de la Rheintalbahn entre Mannheim et Heidelberg. Le terminus de la ligne (et l'ancienne gare) était situé à 1 200 mètres à l'est de l'actuel site. Le parvis de la gare était en bordure de la Rohrbacherstraße actuelle. En 1846, une ligne ferroviaire a été construite vers Francfort et en 1862 une gare de passage a été construite au sud du terminus pour les lignes vers Heilbronn et l'Odenwald. Au cours de l'industrialisation de l'Allemagne, Heidelberg s'est développée rapidement, de sorte que la gare d'origine, qui avait été construite en dehors des limites de la ville s'est trouvée entouré d'une zone bâtie qui a rendu les travaux de voie impossibles et a donc entravé la croissance du transport urbain. Ainsi, d'ici la fin du XIXe siècle avait été développé des plans pour une nouvelle gare. La nouvelle station a finalement été ouverte le 5 mai 1955, retardée par la Première et la Seconde Guerre mondiale.

## Service des voyageurs

### Desserte
La gare est desservie par les lignes S1, S2, S3, S4, S5 et S51 du S-Bahn Rhin-Neckar.

### Intermodalité
Les lignes 5, 21 et 24 du Tramway de Heidelberg desservent la gare.